# La scimmia è impazzita
La scimmia è impazzita (El sueño del mono loco) è un film del 1989 diretto da Fernando Trueba, tratto da un romanzo di Christopher Frank.

## Riconoscimenti
- 1990 - Premio Goya
  - Miglior film
  - Miglior regista
  - Miglior sceneggiatura non originale
  - Miglior produzione
  - Miglior fotografia
  - Miglior montaggio